# Виторија (Верона)
Виторија (итал. Vittoria) је насеље у Италији у округу Верона, региону Венето.
Према процени из 2011. у насељу је живело 14 становника. Насеље се налази на надморској висини од 70 м.